# Der Sieg des Glaubens
Der Sieg des Glaubens (A Vitória da Fé) foi o primeiro documentário dirigido por Leni Riefenstahl. O filme relata o 5.º Reichsparteitag do NSDAP, que ocorreu em Nuremberg, de 30 de agosto a 3 de setembro de 1933. O filme tem o mesmo formato de outras produções de Riefenstahl, como Triumph des Willens e Tag der Freiheit (produzidos em 1934 e 1935 respectivamente).
Mostra a chegada do Führer ao aeroporto, seu encontro com membros do partido, discursos de representantes, além de desfiles da SA.
Ernst Röhm, líder da SA, está presente no filme. Em junho de 1934, durante a noite das facas longas, Röhm, homossexual assumido, e vários outros líderes da SA foram executados. Todas as evidências de Röhm deveriam ser apagadas da história da Alemanha, o que incluiria destruir todas as cópias do filme, então Triumph des Willens foi produzido para substituí-lo. Uma cópia de Der Sieg des Glaubens só foi encontrada em 1986.